# サアダ県

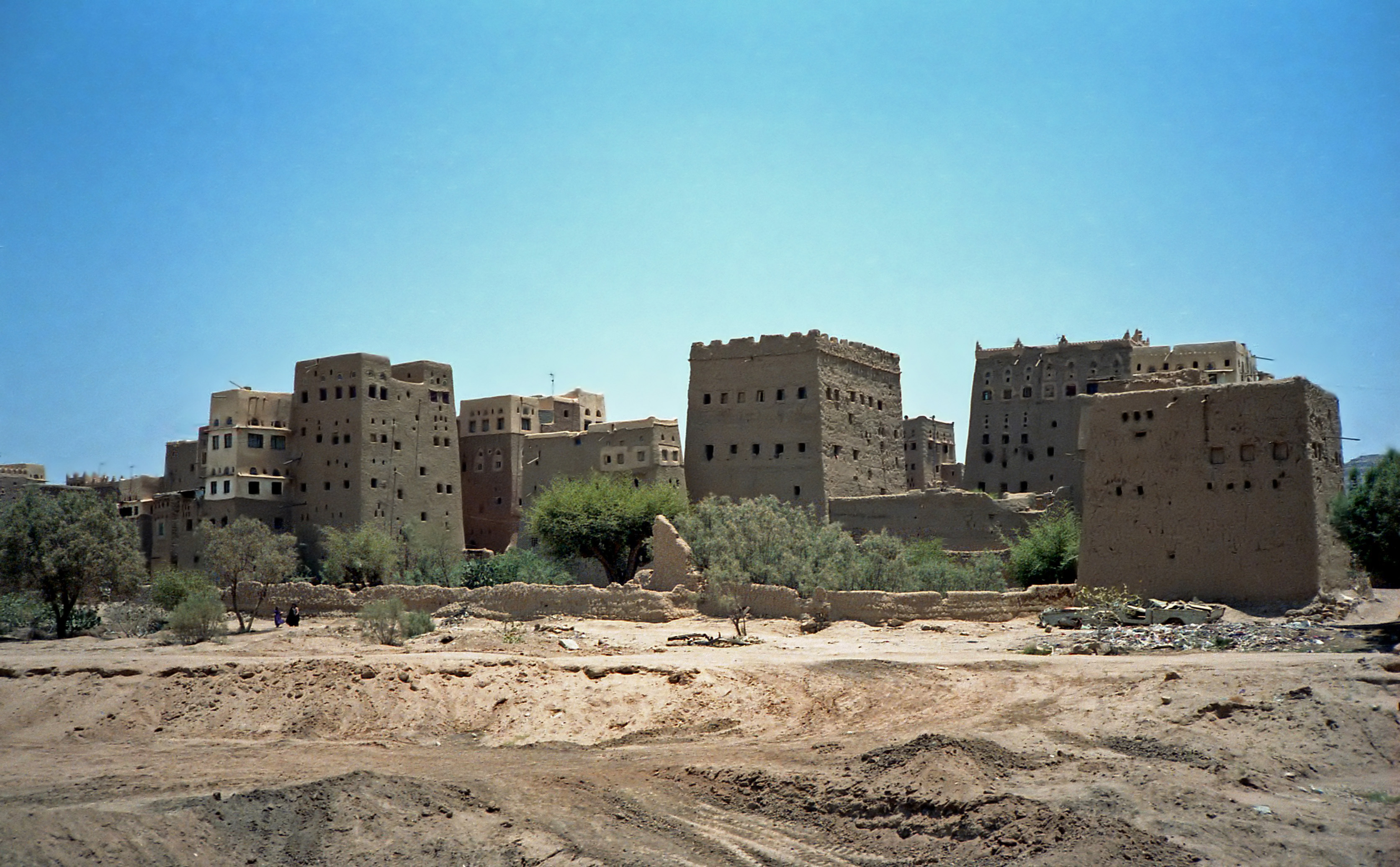
サアダ

サアダ県  (サアダけん、アラビア語: صعدة Ṣa'da)  はイエメンの県。イエメン北西部に位置する。県都はサアダ。人口838,000人（2011年）、面積11375 km2。

## 下位区分
16の地区（District）に分かれる。
- Al Dhaher
- Al Hashwah
- As Safra
- Baqim
- Dammaj
- Ghamr
- Haydan
- Kitaf wa Al Boqe'e
- Majz
- Monabbih
- Qatabir
- Razih
- サアダ地区（Sa'adah）
- Sahar
- Saqayn
- Shada'a

## イエメン内戦
- 2018年8月9日 - サアダにてスクールバスが爆撃を受けて子供40人を含む51人が死亡。イエメン政府軍と連合軍を組むサウジアラビアは、前日にフーシが行った弾道ミサイル攻撃に対する反撃であったことを表明している[2]。